# Margaretha Coppier

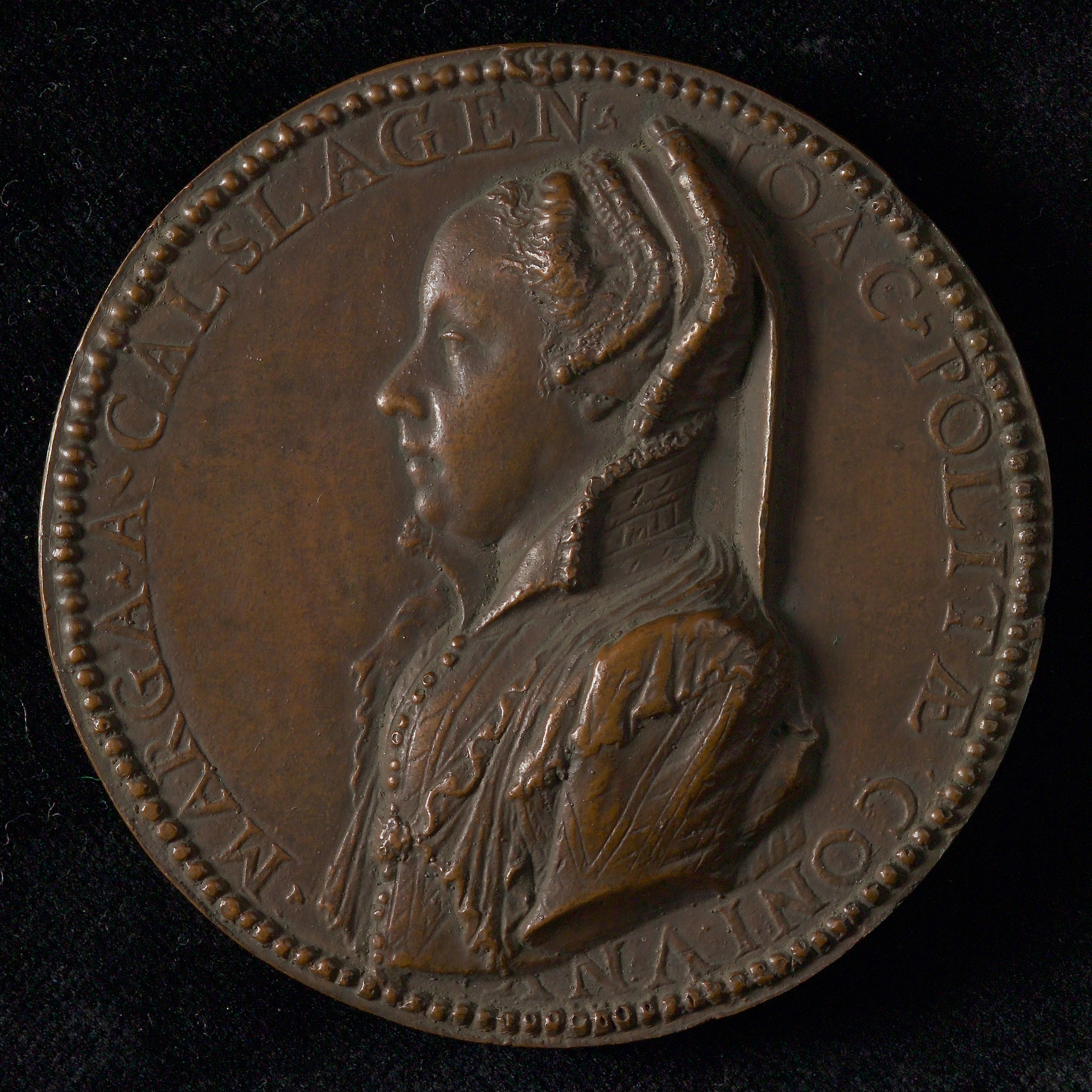
Margaretha van Kalslagen, 1574 - 1650

Margaretha Coppier, även känd som Margareta av Kalslagen, född 1516 i Alphen aan den Rijn, död 1597 i Breda, var en nederländsk adelsdam och hjältinna. Hon är känd för att ha räddat många liv under den misslyckade attacken mot Antwerpen 1574. 
Gift med ämbetsmannen Joachim Polites (d. 1569), och Willem Martini (död 1629), justitiesekreterare. Båda äktenskap var barnlösa. Hennes bröder var kända som antispanska. Då Vilhelm av Oranien 1574 lät sina soldater infiltrera staden inför ett övertagande, upptäcktes planen, och Coppier lyckades minimera förlusten av människoliv till tre genom att varna och gömma de utsända undan den spanska undersökningen.  
Coppier har skildrats inom litteratur och teater.